# 9514 Deineka
9514 Deineka (1973 SG5) là một tiểu hành tinh vành đai chính được phát hiện ngày 27 tháng 9 năm 1973 bởi L. V. Zhuravleva ở Đài vật lý thiên văn Crimean.